# Prąd Aleucki
Prąd Aleucki (znany również jako prąd subarktyczny) – ciepły prąd morski na Oceanie Spokojnym, płynący na północ od Prądu Północnopacyficznego i stanowiący północne odgałęzienie Kuro Siwo. Po osiągnięciu wybrzeży Ameryki Północnej dzieli się formując dwa prądy: jeden płynący na północ w kierunku Alaski oraz drugi – płynący w kierunku Kalifornii.